# Pfeiffera monacantha
A Pfeiffera monacantha egy kultúrában viszonylag gyakran tartott epifita kaktusz.

## Jellemzői

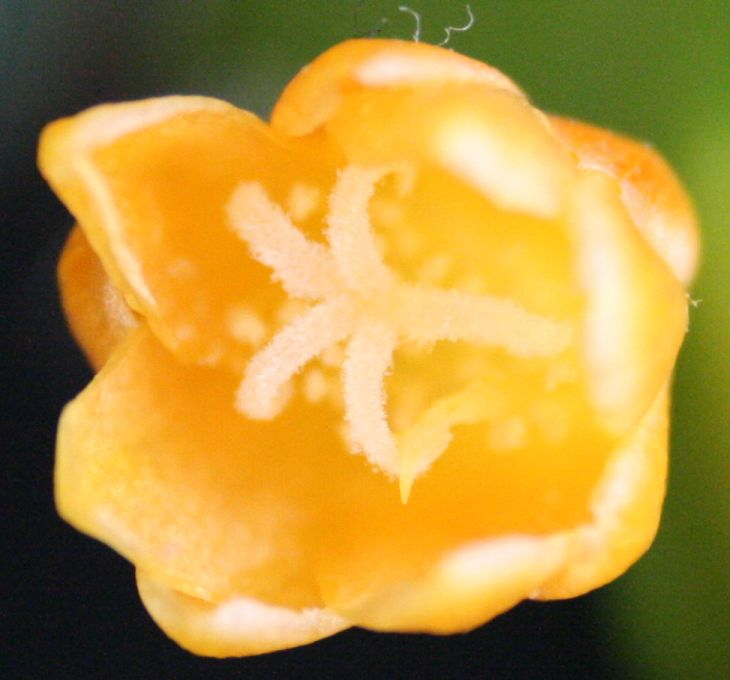
Pfeiffera monacantha virága

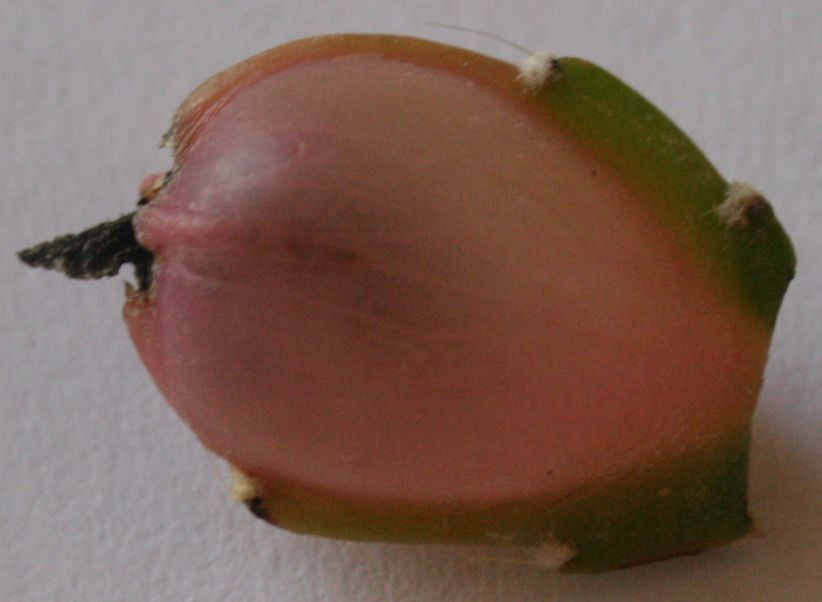
Pfeiffera monacantha termése

Szárai laposak, vagy háromélűek, a középér erőteljes. Az oldalhajtások erei ujjszerűen erednek a középérből. A hajtásai 20–30 mm széles, maximálisan 45 cm hosszúak, háromélűek, a szárnyak lapítottak, areolái 12 mm-re fejlődnek egymástól. Tövisei 1-6-osával fejlődnek a gyapjas areolákon, hosszuk 10 mm. Narancssárga (és nem fehér, mint Britton & Rose, 1923 leírásában) virágai 15 mm hosszúak, viaszosak. Termése gömbölyded, 10 mm átmérőjű, fiatalom narancssárga, majd vörösesre változik a színe. Magjai sötétbarnák.

## Elterjedése
Bolívia: Cochabamba, Santa Cruz, Tarija; Argentína: Jujuy, Salta; 300–2000 m tengerszint feletti magasságban.

## Rokonsági viszonyai
Az Acanthorhipsalis subgenus tagja.
- egy, típustól eltérő alfaja ismert:
  - Pfeiffera monacantha subsp. kimnachii